# Вајоминг (Охајо)
Вајоминг (енгл. Wyoming) град је у америчкој савезној држави Охајо.

## Демографија
По попису из 2010. године број становника је 8.428, што је 167 (2,0%) становника више него 2000. године.
| Група             | 2000.         | 2010.         |
| Белци             | 7.167 (86,8%) | 6.941 (82,4%) |
| Афроамериканци    | 788 (9,5%)    | 954 (11,3%)   |
| Азијати           | 112 (1,4%)    | 180 (2,1%)    |
| Хиспаноамериканци | 106 (1,3%)    | 149 (1,8%)    |
| Укупно            | 8.261         | 8.428         |